# Sandjak de Gaza
1516–1916
Le sandjak de Gaza (turc ottoman : Sancak-ı Gazze ; arabe : سنجق غزة) était un sandjak du pachalik de Damas, dans l'Empire ottoman. Son chef-lieu administratif se trouvait dans la ville de Gaza.

## Subdivisions
Selon le defter de 1596, le sandjak de Gaza était composé des nahiés et des localités suivants :
Nahié de Gaza
Al-Sawafir al-Sharqiyya, Bayt Tima,   Hamama, Al-Tina, Yibna, Isdud, Arab Suqrir, Deir al-Balah, Burayr, Jabalia, Beit Lahia, Al-Majdal, Askalan, Beit Affa, Najd, Ni'ilya, Bayt Jirja,  Hiribya, Qatra, Iraq Suwaydan, Kawkaba, monastère de Beit Jamal,  Al-Batani al-Sharqi, Al-Qubayba, Al-Faluja, Bayt Daras,  Al-Maghar,  Hatta, Jusayr, Zikrin, Zayta,  Barqa,  Beit Hanoun, Dayr Sunayd, Simsim, Al-Jaladiyya, 'Ajjur, Al-Sawafir al-Gharbiyya,  Julis,  Karatiyya,  Bayt Jibrin,  Iraq al-Manshiyya,  Qastina,  Ibdis, Idnibba,  Jilya,  Rafah,  Al-Jura,  Tell es-Safi,  Abasan al-Kabera,   Al-Sawafir al-Shamaliyya,   Summil,   Barbara,   Al-Muharraqa,   Mughallis,   Yasur.
Nahié de Ramla
- Qula[10],  Dayr Tarif[10],  Jaffa[10], Jimzu[11],  Kharruba[11],  Barfiliya[11],  Sarafand al-Amar[11],  Artuf[11],  Bayt Susin[11],  Islin[11], Al-Khayriyya[12],  Khulda[12],  Al-Tira[12],  Deir Ayoub[12],  Qibya[12],  Bayt Nabala[12],  Budrus[12],  Bnei Brak[12],  Imwas[12],   Aqir[12],  Deir Qaddis[13], Yalo[13], al-Midya[13], Shuqba[13], Salama[13], Sar'a[13], Saqiya[13], Lod[13], Jisr Jindas[14],  Bayt Dajan[14],  Al-Safiriyya[14],  Al-'Abbasiyya[14],  Yazur[14],  Innaba[14],  Rantiya[14],  Bir Ma'in[14],  Bayt Shanna[14],  Ni'lin[14],  Kharbatha Bani Harith[14],  Kasla[14], Aboud[15],  Beit Sira[15],  Kafr 'Ana[15].